# Fernando Maria de Sousa Coutinho, 2.º Marquês de Borba
Fernando Maria de Sousa Coutinho, 2.º Marquês de Borba e 14.º Conde de Redondo (26 de Outubro de 1776 — 5 de Março de 1834) foi um aristocrata português, militar, e patrono das artes.
Filho do 13.º Conde de Redondo e 1.º Marquês de Borba, D. Tomé Xavier, e de D. Margarida Teles da Silva, filha dos segundos Marqueses de Penalva. Sucedeu na casa de seu pai a 13 de Outubro de 1813, tendo-lhe sido renovado o título de Marquês de Borba, em sua vida, por Carta de 20 de Maio de 1812.
O Marquês de Borba foi ainda vedor da Casa Real, 12.º senhor de Gouveia, par do Reino em 1826; grã-cruz da Ordem de Santiago e da de Nossa Senhora da Conceição; comendador de Santa Maria de Gundar, na Ordem de Cristo; membro do Conselho de Regência em 1810-1820, e presidente do real Erário em 1810.